# Peter Morgan (scenarioschrijver)
Peter Julian Robin Morgan (Londen, 10 april 1963) is een Brits scenario- en toneelschrijver. Hij is het bekend door scenario's van de films The Queen, Frost/Nixon en Rush. En vooral als maker van de Netflix serie The Crown.

## Biografie

### Jeugd
Morgan werd geboren in Wimbledon (Londen). Zijn ouders kwamen oorspronkelijk uit Oost-Europa. Morgan's vader Arthur Morgenthau was een Duitse Jood, gevlucht voor de Nazi's en zijn Moeder Inga Morgenthau (geboren: Bojeck) een katholieke Poolse, gevlucht voor de Sovjets.
Na de emigratie naar het Verenigd Koninkrijk veranderde de familienaam Morgenthau in Morgan. Zijn vader overleed toen hij negen jaar oud was. Morgan ging naar de katholieke kostschool Downside School in Somerset en behaalde een diploma in de kunst aan de universiteit van Leeds.

### Carrière
Morgan schreef begin jaren negentig voornamelijk scripts voor televisieproducties. In 1997 behaalde hij zijn eerste successen met de romantische filmkomedie Martha, Meet Frank, Daniel and Laurence.
Veel van Morgans filmscripts zijn gebaseerd op biografische gegevens. Hij maakte vooral naam met werk rond het leven van de Britse koninklijke familie. In 2007 ontving hij zijn eerste Oscar-nominatie voor de beste originele scenario met de film The Queen, waarmee hij eerder dat jaar een Golden Globe won. Twee jaar later ontving hij zijn tweede Oscar-nominatie voor beste aangepaste scenario met de film Frost/Nixon. Ook dit scenario werd eerder in dat jaar genomineerd voor de Golden Globe Awards. In 2006 schreef hij het toneelstuk Frost/Nixon dat twee jaar later verfilmd werd onder dezelfde titel. In 2013 publiceerde hij het toneelstuk The Audience over koningin Elizabeth II. De vorstin werd gespeeld door Helen Mirren, die eerder ook de hoofdrol vertolkte in de film The Queen. De film The Queen en het toneelstuk The Audience kregen in 2016 een vervolg met de Netflix televisieserie The Crown, waarin Claire Foy de jonge Elizabeth speelde. 
Als scenarioschrijver voor films werkte hij meermalen samen met de Welshe acteur Michael Sheen.
Morgan ontving in 2016 een koninklijke onderscheiding als Commandeur in de Orde van het Britse Rijk (CBE). In datzelfde jaar verleende de universiteit van  Leeds hem een eredoctoraat.

### Privé
Morgan trouwde in 1997 met Lila Schwarzenberg, dochter van de Tsjechische politicus Karel Schwarzenberg. Ze hebben vijf kinderen. Hij scheidde van haar in 2014 en sinds 2016 heeft hij een relatie met de Amerikaanse actrice Gillian Anderson. Vier jaar later werd deze relatie kort onderbroken.

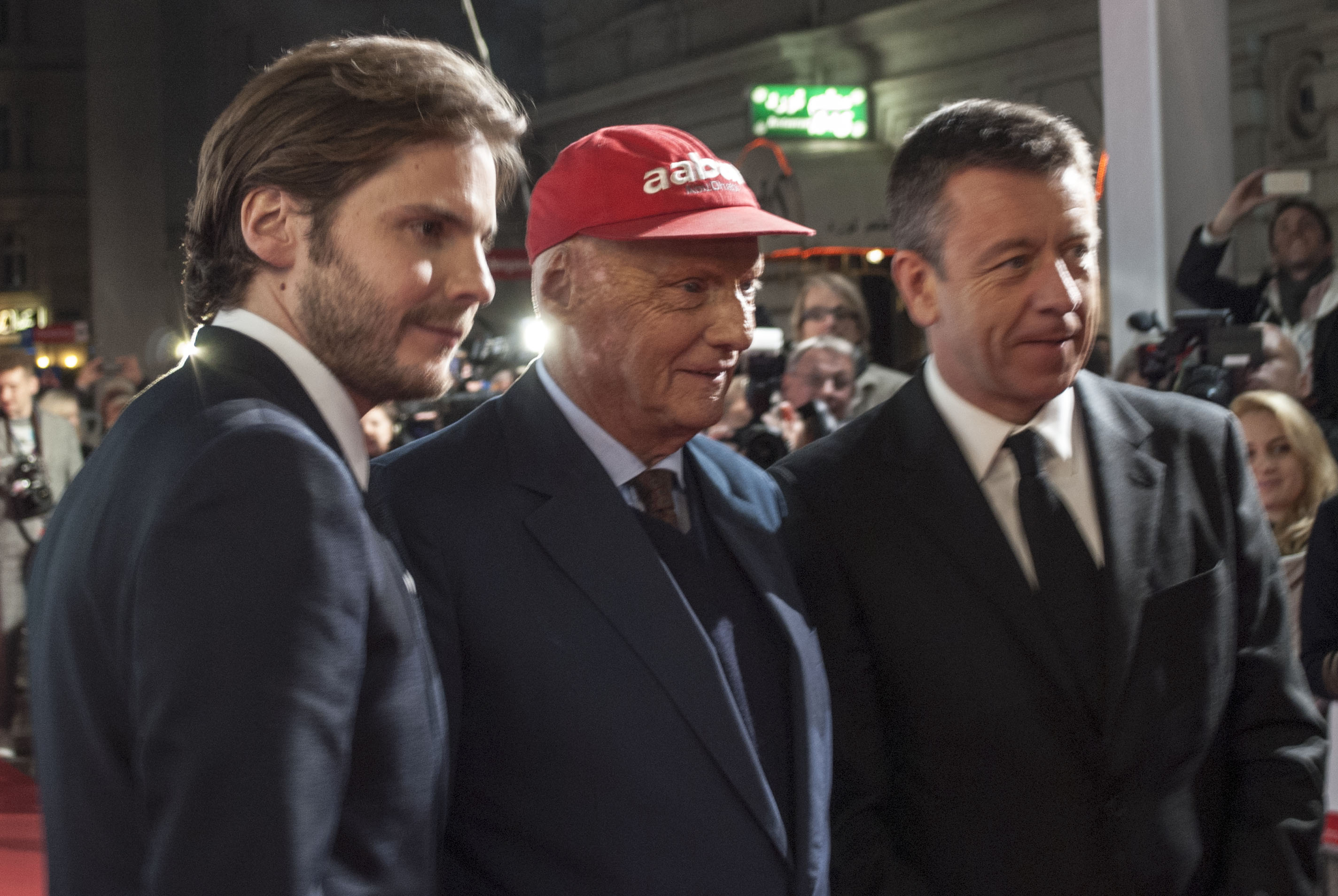
Daniel Brühl, Niki Lauda en Peter Morgan bij de première van Rush in Wenen, Oostenrijk

.

## Werken

### Film
- 1992: The Silent Touch (Originele titel: Dotkniecie reki, met Mark Wadlow)
- 1998: Martha, Meet Frank, Daniel and Laurence
- 2006: The Last King of Scotland (met Jeremy Brock)
- 2006: The Queen
- 2008: The Other Boleyn Girl
- 2008: Frost/Nixon
- 2009: The Damned United
- 2010: Hereafter
- 2011: 360
- 2013: Rush
- 2018: Bohemian Rhapsody (alleen verhaal, met Anthony McCarten)

### Televisie
- 1992: Inferno (televisiefilm, met Ellen Von Unwerth)
- 1993: Micky Love (televisiefilm)
- 1997: The Chest (televisiefilm)
- 2000: Metropolis (miniserie)
- 2002: The Jury (miniserie)
- 2003: The Deal (televisiefilm)
- 2003: Henry VIII (televisiefilm)
- 2005: Colditz (miniserie, met Richard Cottan)
- 2006: Longford (televisiefilm)
- 2010: The Special Relationship (televisiefilm)
- 2014: The Lost Honour of Christopher Jefferies (miniserie)
- 2016-2023: The Crown (televisieserie)

### Theater
- 2006-2007: Frost/Nixon
- 2013-2015: The Audience
- 2022-2024: Patriots